# Division IB du Championnat du monde moins de 18 ans de hockey sur glace 2015
Navigation
Division IB en 2016
Le tournoi de la Division I B du Championnat du monde moins de 18 ans de hockey sur glace 2015 se déroule du 12 au 18 avril 2015 à Maribor en Slovénie.
| \| Localisation de Maribor au Nord-Est de la Slovénie. \| Localisation de Maribor au Nord-Est de la Slovénie. |
| Localisation de Maribor au Nord-Est de la Slovénie.                                                           |

## Aperçu de l'ensemble de la compétition
Le Championnat du monde moins de 18 ans de hockey sur glace 2015 se dispute en plusieurs compétitions distinctes, en fonction des Divisions.
| Tournoi        | Lieu            | Dates               | Nombre de participants | Matches joués |
| -------------- | --------------- | ------------------- | ---------------------- | ------------- |
| Division élite | Zoug et Lucerne | 16 au 26 avril 2015 | 10                     | 30            |
| Division IA    | Debrecen        | 12 au 18 avril 2015 | 6                      | 15            |
| Division IB    | Maribor         | 12 au 18 avril 2015 | 6                      | 15            |
| Division IIA   | Tallin          | 22 au 28 mars 2015  | 6                      | 15            |
| Division IIB   | Novi Sad        | 15 au 23 mars 2015  | 6                      | 15            |
| Division IIIA  | Taipei          | 22 au 28 mars 2015  | 6                      | 15            |
| Division IIIB  | Auckland        | 17 au 19 mars 2015  | 3                      | 3             |

Le groupe principal (Division Élite) regroupe 10 équipes réparties en deux poules de 5 qui disputent un tour préliminaire. Les 4 premiers de chaque poule sont qualifiés pour les quarts de finale. Les derniers de chaque poule disputent une poule de maintien jouée au meilleur des 3 matches. Le perdant est relégué en Division IA pour l'édition 2016.
Pour les autres divisions qui comptent 6 équipes (sauf la Division III B qui en compte 3), les équipes s’affrontent entre elles et, à l'issue de cette compétition, le premier est promu dans la division supérieure et le dernier est relégué dans la division inférieure.
Lors des phases de poule, les points sont attribués ainsi :
- victoire : 3 points ;
- victoire en prolongation ou aux tirs de fusillade : 2 points ;
- défaite en prolongation ou aux tirs de fusillade : 1 point ;
- défaite : 0 point.

## Matches
| 12 avril 2015 | Japon | 1-5 (0-4, 0-0, 1-1) | Autriche | Ledna dvorana Tabor 347 spectateurs |

| Feuille de match | Feuille de match            | Feuille de match        | Feuille de match | Feuille de match                                                    |
| ---------------- | --------------------------- | ----------------------- | --- | ------------------------------------------------------------------- |
|                  | - H. Matsui — 42 min 23 s - | 0-1 0-2 0-3 0-4 1-4 1-5 | C. Kromp (B. Wolf) — 9 min 17 s C. Kromp (P. Poschmann, F. Nussbaumer) — 12 min 59 s L. Haudum (P. Poschmann, F. Baltram) — 16 min 34 s L. Haudum (B. Wolf, D. Winkler) — 17 min 58 s (SN) - G. Kragl (C. Kromp, F. Baltram) — 46 min 7 s (SN) | Arbitrage : Eduard Ibatulin Gasper Jaka Zganc Maarten van den Acker |
| Shotaro Kaneko   | Gardiens                    | Dominic Divis           | | Arbitrage : Eduard Ibatulin Gasper Jaka Zganc Maarten van den Acker |
| 12 min           | Pénalités                   | 30 min                  | | Arbitrage : Eduard Ibatulin Gasper Jaka Zganc Maarten van den Acker |
| 19               | Tirs                        | 22                      | | Arbitrage : Eduard Ibatulin Gasper Jaka Zganc Maarten van den Acker |

| 12 avril 2015 | Lituanie | 2-3 (1-1, 1-2, 0-0) | Italie | Ledna dvorana Tabor 339 spectateurs |

| Feuille de match | Feuille de match                                                                          | Feuille de match    | Feuille de match | Feuille de match                                        |
| ---------------- | ----------------------------------------------------------------------------------------- | ------------------- | --- | ------------------------------------------------------- |
|                  | - A. Laukaitis (D. Benilov) — 8 min 52 s D. Bogdziul (E. Krakauskas) — 22 min 29 s (SN) - | 0-1 1-1 2-1 2-2 2-3 | M. Delueg (D. Dal Sasso) — 6 min 30 s (SN) - I. de Luca (D. Bernard) — 27 min 4 s (SN) S. Pitschieler (D. Bernard) — 31 min 41 s | Arbitrage : Robert Hallin Ally Flockhart Vasili Kaliada |
| Artur Pavliukov  | Gardiens                                                                                  | Hannes Treibenreif  | | Arbitrage : Robert Hallin Ally Flockhart Vasili Kaliada |
| 12 min           | Pénalités                                                                                 | 4 min               | | Arbitrage : Robert Hallin Ally Flockhart Vasili Kaliada |
| 18               | Tirs                                                                                      | 35                  | | Arbitrage : Robert Hallin Ally Flockhart Vasili Kaliada |

| 12 avril 2015 | Ukraine | 3-5 (0-3, 2-1, 1-1) | Slovénie | Ledna dvorana Tabor 627 spectateurs |

| Feuille de match                                    | Feuille de match | Feuille de match                | Feuille de match | Feuille de match                                            |
| --------------------------------------------------- | --- | ------------------------------- | --- | ----------------------------------------------------------- |
|                                                     | - V. Mazur (I. Fadieiev) — 30 min 55 s (SN) O. Vorona (R. Nigmatullin) — 34 min 51 s - R. Nigmatullin (Y. Gerasymenko) — 45 min 24 s | 0-1 0-2 0-3 0-4 1-4 2-4 2-5 3-5 | Z. Jezovsek — 6 min 15 s Z. Jezovsek (G. Glavic) — 7 min 35 s G. Glavic (N. Grahut) — 15 min 57 s J. Orehek (N. Simsic) — 28 min 41 s (IN) - J. Drozg — 41 min 10 s - | Arbitrage : Chris Deweerdt Yann Furet Slawomir Szachniewicz |
| Yuri Krasnopolskiy (07:35) Bogdan Dyachenko (52:25) | Gardiens | Mark Vlahovic                   | | Arbitrage : Chris Deweerdt Yann Furet Slawomir Szachniewicz |
| 10 min                                              | Pénalités | 10 min                          | | Arbitrage : Chris Deweerdt Yann Furet Slawomir Szachniewicz |
| 27                                                  | Tirs | 25                              | | Arbitrage : Chris Deweerdt Yann Furet Slawomir Szachniewicz |

| 13 avril 2015 | Italie | 5-6 (2-1, 2-4, 1-1) | Japon | Ledna dvorana Tabor 350 spectateurs |

| Feuille de match   | Feuille de match | Feuille de match                             | Feuille de match | Feuille de match                                     |
| ------------------ | --- | -------------------------------------------- | --- | ---------------------------------------------------- |
|                    | D. Bernard (M. Delueg) — 2 min 53 s S. Moroder (S. Berger, C. Wenter) — 8 min 41 s - A. de Lorenzo Meo (D. Dal Sasso, S. Pitschieler) — 26 min 32 s (SN) - M. Marzolini (E. Thum, D. Dal Sasso) — 35 min 53 s (SN) - M. Delueg (M. Basso, D. Dal Sasso) — 56 min 54 s (SN) | 1-0 2-0 2-1 2-2 2-3 3-3 3-4 3-5 4-5 4-6 5-6  | - M. Kyoya — 9 min 47 s H. Matsui (Y. Nakayashiki) — 22 min 49 s (SN) R. Konishi — 23 min 54 s - A. Ikeda — 28 min 2 s Y. Funaka — 32 min 6 s - R. Kirie (D. Saito, Y. Funaka) — 41 min 35 s (SN) - | Arbitrage : Trpimir Piragic Yann Furet Damir Rakovic |
| Hannes Treibenreif | Gardiens | Shotaro Kaneko (08:52) Tomoya Numata (51:08) | | Arbitrage : Trpimir Piragic Yann Furet Damir Rakovic |
| 10 min             | Pénalités | 10 min                                       | | Arbitrage : Trpimir Piragic Yann Furet Damir Rakovic |
| 32                 | Tirs | 24                                           | | Arbitrage : Trpimir Piragic Yann Furet Damir Rakovic |

| 13 avril 2015 | Autriche | 3-2 (0-1, 1-1, 2-0) | Ukraine | Ledna dvorana Tabor 389 spectateurs |

| Feuille de match | Feuille de match                                                                                                | Feuille de match    | Feuille de match                                                                        | Feuille de match                                                   |
| ---------------- | --- | ------------------- | --------------------------------------------------------------------------------------- | ------------------------------------------------------------------ |
|                  | - C. Kromp (S. Witting) — 33 min 3 s C. Kromp (B. Wolf) — 57 min 48 s (SN) D. Winckler (L. Haudum) — 59 min 8 s | 0-1 0-2 1-2 2-2 3-2 | Y. Gerasymenko (O. Aleksandrov) — 18 min 49 s A. Terchiev (I. Merezhko) — 25 min 18 s - | Arbitrage : Robert Hallin Slawomir Szachniewicz Gasper Jaka Zganic |
| Dominic Divis    | Gardiens | Bogdan Dyachenko    |                                                                                         | Arbitrage : Robert Hallin Slawomir Szachniewicz Gasper Jaka Zganic |
| 31 min           | Pénalités | 14 min              |                                                                                         | Arbitrage : Robert Hallin Slawomir Szachniewicz Gasper Jaka Zganic |
| 38               | Tirs | 19                  |                                                                                         | Arbitrage : Robert Hallin Slawomir Szachniewicz Gasper Jaka Zganic |

| 13 avril 2015 | Slovénie | 10-1 (0-0, 3-1, 7-0) | Lituanie | Ledna dvorana Tabor 679 spectateurs |

| Feuille de match | Feuille de match | Feuille de match                              | Feuille de match                              | Feuille de match                                                 |
| ---------------- | --- | --------------------------------------------- | --------------------------------------------- | ---------------------------------------------------------------- |
|                  | Z. Jezovsek — 20 min 51 s Z. Jezovsek (N. Simsic) — 33 min 1 s (SN) - M. Jeklic (G. Glavic, J. Drozg) — 39 min 59 s (SN) J. Orehek (N. Simsic) — 41 min 20 s M. Jeklic (M. Cepon) — 47 min 17 s (SN) N. Simsic (R. Kapel) — 48 min 30 s Z. Jezovsek (N. Simsic) — 52 min 29 s (IN) M. Jeklic (M. Cepon, L. Zorko) — 55 min 45 s (2 SN) Z. Jezovsek (N. Simsic) — 56 min 23 s (2 SN) G. Glavic (L. Zorko, L. Ulamec) — 58 min 5 s (2 SN) | 1-0 2-0 2-1 3-1 4-1 5-1 6-1 7-1 8-1 9-1 10-1  | - D. Bogdziul (E. Krakauskas) — 33 min 35 s - | Arbitrage : Eduard Ibatulin Vasili Kaliada Maarten van den Acker |
| Mark Vlahovic    | Gardiens | Artur Pavliukov (48:30) Elvinas Karla (11:30) |                                               | Arbitrage : Eduard Ibatulin Vasili Kaliada Maarten van den Acker |
| 24 min           | Pénalités | 41 min                                        |                                               | Arbitrage : Eduard Ibatulin Vasili Kaliada Maarten van den Acker |
| 39               | Tirs | 28                                            |                                               | Arbitrage : Eduard Ibatulin Vasili Kaliada Maarten van den Acker |

| 15 avril 2015 | Italie | 1-3 (1-0, 0-0, 0-3) | Ukraine | Ledna dvorana Tabor 388 spectateurs |

| Feuille de match   | Feuille de match                     | Feuille de match | Feuille de match | Feuille de match                                                    |
| ------------------ | ------------------------------------ | ---------------- | --- | ------------------------------------------------------------------- |
|                    | E. Thum (M. Spinell) — 16 min 24 s - | 1-0 1-1 1-2 1-3  | - Y. Svyshev (D. Shcherbakov, R. Nigmatullin) — 46 min 35 s Y. Gerasymenko (F. Matvienko) — 54 min 51 s Y. Gerasymenko — 59 min 44 s (CV) | Arbitrage : Eduard Ibatulin Slawomir Szachniewicz Gasper Jaka Zganc |
| Hannes Treibenreif | Gardiens                             | Bogdan Dyachenko | | Arbitrage : Eduard Ibatulin Slawomir Szachniewicz Gasper Jaka Zganc |
| 4 min              | Pénalités                            | 2 min            | | Arbitrage : Eduard Ibatulin Slawomir Szachniewicz Gasper Jaka Zganc |
| 19                 | Tirs                                 | 27               | | Arbitrage : Eduard Ibatulin Slawomir Szachniewicz Gasper Jaka Zganc |

| 15 avril 2015 | Lituanie | 2-1 (0-0, 1-0, 1-1) | Japon | Ledna dvorana Tabor 390 spectateurs |

| Feuille de match | Feuille de match                                                                                              | Feuille de match | Feuille de match                              | Feuille de match                                               |
| ---------------- | --- | ---------------- | --------------------------------------------- | -------------------------------------------------------------- |
|                  | V. Bucys (E. Krakauskas, D. Bogdziul) — 32 min 22 s D. Kuzminov (O. Peliusenok, L. Zukauskas) — 50 min 57 s - | 1-0 2-0 2-1      | - Y. Nakayashiki (T. Ishibashi) — 52 min 51 s | Arbitrage : Chris Deweerdt Damir Rakovic Maarten van den Acker |
| Artur Pavliukov  | Gardiens | Shotaro Kaneko   |                                               | Arbitrage : Chris Deweerdt Damir Rakovic Maarten van den Acker |
| 10 min           | Pénalités | 8 min            |                                               | Arbitrage : Chris Deweerdt Damir Rakovic Maarten van den Acker |
| 26               | Tirs | 24               |                                               | Arbitrage : Chris Deweerdt Damir Rakovic Maarten van den Acker |

| 15 avril 2015 | Autriche | 6-1 (2-0, 1-0, 3-1) | Slovénie | Ledna dvorana Tabor 681 spectateurs |

| Feuille de match | Feuille de match | Feuille de match            | Feuille de match                                       | Feuille de match                                      |
| ---------------- | --- | --------------------------- | ------------------------------------------------------ | ----------------------------------------------------- |
|                  | L. Haudum (F. Nussbaumer) — 7 min 10 s F. Baltram (B. Wolf) — 18 min 37 s C. Kromp (P. Poschmann, F. Baltram) — 29 min 16 s P. Poschmann (C. Kromp, G. Kragl) — 41 min 17 s (SN) - C. Kromp (F. Baltram) — 57 min 12 s (CV) S. Witting — 59 min 41 s (IN + CV) | 1-0 2-0 3-0 4-0 4-1 5-1 6-1 | - G. Glavic (M. Jeklic, L. Zorko) — 53 min 23 s (SN) - | Arbitrage : Trpimir Piragic Ally Flockhart Yann Furet |
| Dominic Divis    | Gardiens | Mark Vlahovic               |                                                        | Arbitrage : Trpimir Piragic Ally Flockhart Yann Furet |
| 10 min           | Pénalités | 16 min                      |                                                        | Arbitrage : Trpimir Piragic Ally Flockhart Yann Furet |
| 21               | Tirs | 29                          |                                                        | Arbitrage : Trpimir Piragic Ally Flockhart Yann Furet |

| 17 avril 2015 | Autriche | 7-2 (3-1, 1-1, 3-0) | Lituanie | Ledna dvorana Tabor 379 spectateurs |

| Feuille de match | Feuille de match | Feuille de match                    | Feuille de match                                                                                     | Feuille de match                                    |
| ---------------- | --- | ----------------------------------- | --- | --------------------------------------------------- |
|                  | F. Maxa (D. Winkler) — 10 min 22 s (SN) L. Haudum (D. Wachter, B. Wolf) — 12 min 28 s D. Winkler (L. Haudum) — 14 min 36 s (SN) - F. Baltram (C. Kromp) — 38 min 46 s D. Winkler (L. Haudum) — 44 min 13 s C. Wappis (B. Nissner) — 51 min 26 s F. Baltram (M. Moidl) — 59 min 55 s | 1-0 2-0 3-0 3-1 3-2 4-2 5-2 6-2 7-2 | - L. Zukauskas (D. Kuzminov, E. Krakauskas) — 17 min 5 s I. Cetvertak (A. Laukaitis) — 31 min 45 s - | Arbitrage : Chris Deweerdt Yann Furet Damir Rakovic |
| Dominic Divis    | Gardiens | Artur Pavliukov                     | | Arbitrage : Chris Deweerdt Yann Furet Damir Rakovic |
| 8 min            | Pénalités | 16 min                              | | Arbitrage : Chris Deweerdt Yann Furet Damir Rakovic |
| 44               | Tirs | 18                                  | | Arbitrage : Chris Deweerdt Yann Furet Damir Rakovic |

| 17 avril 2015 | Japon | 4-1 (2-0, 1-0, 1-1) | Ukraine | Ledna dvorana Tabor 369 spectateurs |

| Feuille de match                             | Feuille de match | Feuille de match                                    | Feuille de match                                            | Feuille de match                                                 |
| -------------------------------------------- | --- | --------------------------------------------------- | ----------------------------------------------------------- | ---------------------------------------------------------------- |
|                                              | D. Saito (Y. Funaka, Y. Kon) — 8 min 8 s (SN) A. Ikeda (Y. Nakayashiki) — 18 min 23 s (SN) Y. Nakayashiki — 30 min 1 s - J. Sawade (Y. Funaka, D. Saito) — 49 min | 1-0 2-0 3-0 3-1 4-1                                 | - V. Mazur (I. Fadieiev, A. Grygoryev) — 42 min 42 s (SN) - | Arbitrage : Trpimir Piragic Ally Flockhart Maarten van den Acker |
| Tomoya Numata (04:57) Shotaro Kaneko (55:03) | Gardiens | Bogdan Dyachenko (20:00) Yuri Krasnopolskiy (40:00) |                                                             | Arbitrage : Trpimir Piragic Ally Flockhart Maarten van den Acker |
| 12 min                                       | Pénalités | 8 min                                               |                                                             | Arbitrage : Trpimir Piragic Ally Flockhart Maarten van den Acker |
| 15                                           | Tirs | 34                                                  |                                                             | Arbitrage : Trpimir Piragic Ally Flockhart Maarten van den Acker |

| 17 avril 2015 | Slovénie | 8-7 (3-0, 3-3, 2-4) | Italie | Ledna dvorana Tabor 604 spectateurs |

| Feuille de match | Feuille de match | Feuille de match                                            | Feuille de match | Feuille de match                                               |
| ---------------- | --- | ----------------------------------------------------------- | --- | -------------------------------------------------------------- |
|                  | N. Simsic (Z. Jezovsek) — 4 min 53 s (SN) L. Zorko (J. Drozg) — 8 min 46 s (SN) J. Drozg (M. Jeklic) — 12 min 41 s J. Drozg (M. Cepon) — 24 min 29 s G. Glavic (M. Jeklic, L. Zorko) — 27 min 2 s (SN) - B. Tomazevic (N. Petek) — 35 min (SN) - K. Potocnik (M. Cepon) — 53 min 15 s (SN) - Z. Markic (L. Ulamec) — 55 min 50 s | 1-0 2-0 3-0 4-0 5-0 5-1 5-2 5-3 6-3 6-4 6-5 7-5 7-6 7-7 8-7 | - A. Gasser (M. Delueg) — 27 min 35 s I. de Luca (S. Pitschieler) — 29 min 47 s (SN) A. de Lorenzo Meo (S. Moroder) — 30 min 36 s - M. Spinell (D. Dal Sasso) — 48 min 34 s E. Thum (M. Spinell) — 50 min 18 s - D. Bernard (I. de Luca) — 54 min 55 s M. Spinell (E. Thum) — 55 min 23 s - | Arbitrage : Robert Hallin Vasili Kaliada Slawomir Szachniewicz |
| Mark Vlahovic    | Gardiens | Hannes Treibenreif (08:46) Luca Stevan (50:09)              | | Arbitrage : Robert Hallin Vasili Kaliada Slawomir Szachniewicz |
| 12 min           | Pénalités | 14 min                                                      | | Arbitrage : Robert Hallin Vasili Kaliada Slawomir Szachniewicz |
| 30               | Tirs | 21                                                          | | Arbitrage : Robert Hallin Vasili Kaliada Slawomir Szachniewicz |

| 18 avril 2015 | Ukraine | 4-1 (2-0, 1-0, 1-1) | Lituanie | Ledna dvorana Tabor 345 spectateurs |

| Feuille de match | Feuille de match | Feuille de match    | Feuille de match                                  | Feuille de match                                             |
| ---------------- | --- | ------------------- | ------------------------------------------------- | ------------------------------------------------------------ |
|                  | I. Fadieiev (A. Terchiev) — 4 min 31 s O. Vorona (I. Fadieiev, V. Mazur) — 13 min 34 s I. Generalov (V. Mazur, O. Vorona) — 34 min 45 s (SN) - A. Terchiev — 59 min 54 s (CV) | 1-0 2-0 3-0 3-1 4-1 | - A. Laukaitis (D. Bogdziul) — 45 min 51 s (SN) - | Arbitrage : Trpimir Piragic Ally Flockhart Gasper Jaka Zganc |
| Bogdan Dyachenko | Gardiens | Artur Pavliukov     |                                                   | Arbitrage : Trpimir Piragic Ally Flockhart Gasper Jaka Zganc |
| 6 min            | Pénalités | 4 min               |                                                   | Arbitrage : Trpimir Piragic Ally Flockhart Gasper Jaka Zganc |
| 28               | Tirs | 20                  |                                                   | Arbitrage : Trpimir Piragic Ally Flockhart Gasper Jaka Zganc |

| 18 avril 2015 | Italie | 0-5 (0-3, 0-1, 0-1) | Autriche | Ledna dvorana Tabor 412 spectateurs |

| Feuille de match   | Feuille de match | Feuille de match    | Feuille de match | Feuille de match                                              |
| ------------------ | ---------------- | ------------------- | --- | ------------------------------------------------------------- |
|                    | -                | 0-1 0-2 0-3 0-4 0-5 | C. Kromp (G. Kragl, F. Baltram) — 4 min 13 s (SN) B. Wolf (F. Maxa, C. Wappis) — 17 min 42 s T. Winkler (C. Jennes, S. Witting) — 19 min 13 s B. Wolf (F. Baltram, S. Wolf) — 33 min 15 s D. Wachter (D. Winkler) — 58 min 22 s | Arbitrage : Robert Hallin Damir Rakovic Maarten van den Acker |
| Hannes Treibenreif | Gardiens         | Marco Simair        | | Arbitrage : Robert Hallin Damir Rakovic Maarten van den Acker |
| 10 min             | Pénalités        | 6 min               | | Arbitrage : Robert Hallin Damir Rakovic Maarten van den Acker |
| 13                 | Tirs             | 33                  | | Arbitrage : Robert Hallin Damir Rakovic Maarten van den Acker |

| 18 avril 2015 | Slovénie | 3-4 (TB) (1-1, 0-1, 2-1, 0-0, 0-1) | Japon | Ledna dvorana Tabor 575 spectateurs |

| Feuille de match | Feuille de match | Feuille de match            | Feuille de match | Feuille de match                                     |
| ---------------- | --- | --------------------------- | --- | ---------------------------------------------------- |
|                  | B. Tomazevic (Z. Markic) — 1 min 59 s - J. Drozg (L. Zorko, M. Cepon) — 45 min 10 s (SN) Z. Jezovsek (M. Mercina) — 55 min 38 s - | 1-0 1-1 1-2 1-3 2-3 3-3 3-4 | - Y. Nakayashiki (A. Ikeda) — 4 min 58 s J. Sawade (D. Saito) — 26 min 22 s T. Ishibashi (A. Ikeda) — 41 min 55 s - T. Kaneko — 65 min (TB) | Arbitrage : Chris Deweerdt Yann Furet Vasili Kaliada |
| Tilen Spreitzer  | Gardiens | Shotaro Kaneko              | | Arbitrage : Chris Deweerdt Yann Furet Vasili Kaliada |
| 2 min            | Pénalités | 2 min                       | | Arbitrage : Chris Deweerdt Yann Furet Vasili Kaliada |
| 23               | Tirs | 28                          | | Arbitrage : Chris Deweerdt Yann Furet Vasili Kaliada |

## Classement final
| Clt   | Équipe       | PJ | V | VP | D | DP | BP | BC | Diff | Pts |
| ----- | ------------ | -- | - | -- | - | -- | -- | -- | ---- | --- |
| +001, | Autriche     | 5  | 5 | 0  | 0 | 0  | 26 | 6  | +20  | 15  |
| +002, | Slovénie     | 5  | 3 | 0  | 1 | 1  | 27 | 21 | +6   | 10  |
| +003, | Japon        | 5  | 2 | 1  | 2 | 0  | 16 | 16 | 0    | 8   |
| +004, | Ukraine      | 5  | 2 | 0  | 3 | 0  | 13 | 14 | -1   | 6   |
| +005, | Italie (R)   | 5  | 1 | 0  | 4 | 0  | 16 | 24 | -8   | 3   |
| +006, | Lituanie (P) | 5  | 1 | 0  | 4 | 0  | 8  | 25 | -17  | 3   |

- Promu en Division IA en 2016
- Relégué en Division IIA en 2016

## Récompenses individuelles
Meilleurs joueurs
- Meilleur gardien : Dominic Divis (Autriche)
- Meilleur défenseur : Mark Cepon (Slovénie)
- Meilleur attaquant : Christof Kromp (Autriche)

| Clt | Joueur          | Équipe   | PJ | B | A | Pts | Pun | +/- |
| --- | --------------- | -------- | -- | - | - | --- | --- | --- |
| 1   | Christof Kromp  | Autriche | 5  | 7 | 3 | 10  | 4   | +9  |
| 2   | Florian Baltram | Autriche | 5  | 3 | 6 | 9   | 2   | +6  |
| 3   | Zan Jezovsek    | Slovénie | 5  | 7 | 1 | 8   | 4   | -2  |
| 4   | Lukas Haudum    | Autriche | 5  | 4 | 3 | 7   | 10  | +5  |
| 5   | Nik Simsic      | Slovénie | 5  | 2 | 5 | 7   | 10  | -2  |
| 5   | Bernd Wolf      | Autriche | 5  | 2 | 5 | 7   | 4   | +8  |
| 7   | Jan Drozg       | Slovénie | 5  | 4 | 2 | 6   | 0   | +5  |
| 7   | Gasper Glavic   | Slovénie | 5  | 4 | 2 | 6   | 14  | +3  |
| 9   | Matic Jeklic    | Slovénie | 5  | 3 | 3 | 6   | 1   | +1  |
| 9   | Dario Winkler   | Autriche | 5  | 3 | 3 | 6   | 0   | +5  |

| Clt | Joueur             | Équipe   | PJ | Min      | BC | Moy  | %Arr  | Bl |
| --- | ------------------ | -------- | -- | -------- | -- | ---- | ----- | -- |
| 1   | Dominic Divis      | Autriche | 4  | 240 h    | 6  | 1,50 | 92,94 | 0  |
| 2   | Bogdan Dyachenko   | Ukraine  | 5  | 251 h 54 | 10 | 2,38 | 90,48 | 0  |
| 3   | Shotaro Kaneko     | Japon    | 5  | 247 h 59 | 13 | 3,15 | 87,96 | 0  |
| 4   | Artur Pavliukov    | Lituanie | 5  | 286 h 40 | 20 | 4,19 | 87,80 | 0  |
| 5   | Mark Valhovic      | Slovénie | 4  | 238 h 46 | 15 | 3,77 | 84,21 | 0  |
| 6   | Hannes Treibenreif | Italie   | 5  | 219 h 38 | 16 | 4,37 | 83,33 | 0  |